# پراپیکونازول
پراپیکونازول (به انگلیسی: Propiconazole) با فرمول شیمیایی C۱۵H۱۷Cl۲N۳O۲ یک ترکیب شیمیایی با شناسه پاب‌کم ۴۳۲۳۴ است. که جرم مولی آن ۳۴۲٫۲۲۰۳۸ g/mol می‌باشد. 